# Phalaenopsis honghenensis
Phalaenopsis honghenensis (можливе українська назва Фаленопсис хонгхененсіс) — епіфітна трав'яниста рослина родини орхідні.
Вид не має усталеної української назви, в україномовних джерелах використовується наукова назва Phalaenopsis honghenensis.

## Біологічний опис
Стовбур короткий, до 1 см, прихований основами 1-2 листків. Листя темно-зелене, довгасто-овальне, загострене, довжиною до 7 см, шириною близько 2,5 см. Основи листя з бузковим нальотом. Суцвіття просте, 7-8 см, несе до 6 кольорів. 
 Квіти білі іноді трохи зеленкуваті, рожевіють до центру, від 1,6 до 2,2 см в діаметрі. Губа рожева, або бузково-рожева. 

## Ареал, екологічні особливості
Провінція Юньнань (Китай), гірські ліси до 2000 м. 
 Гірські ліси на висоті близько 2000 м над рівнем моря. 
Середні температури (Yunnan, гірський регіон Тенчун, 1600 метрів над рівнем моря. (ніч\день)). 

• січень — 0\17° 

• лютий — 2\18° 

• березень — 5\23° 

• квітень — 9\24° 

• травень — 14\25° 

• червень — 16\23° 

• липень — 17\24° 

• серпень — 17\25° 

• вересень — 15\25° 

• жовтень — 12\21° 

• листопада — 5\20° 

• грудень — 3\16° 

Опади (мм) Yunnan, гірський регіон Тенчун, 1600 метрів над рівнем моря. 

• Січень 10 

• лютий -? 

• березень — 40 

• квітень — 30 

• травень — 70 

• червень — 140 

• липень — 240 

• серпень — 300 

• вересень — 270 

• жовтень — 150 

• листопада — 140 

• грудень — 30 

## У культурі
Температурна група: холодна, помірна. 

Часто плутають в культурі з Phalaenopsis wilsonii, під ім'ям якого рослина широко експортувалося Китаєм. Також іноді зустрічається у продажу під назвами Phalaenopsis Hainanensis і stobartiana.
Для нормального цвітіння обов'язковий перепад температур день/ніч в 5-8°С. 
 Освітлення — півтінь, тінь. Прямих сонячних променів не переносить. 
 Відносна вологість повітря 65-80%.
Загальна інформація про агротехніку у статті Фаленопсис.

## Первиннігібриди
- Honghen Love — honghenensis х lobbii (Hou Tse Liu) 2007
- Musick Sweetheart — honghenensis х gibbosa (F. & M. Kaufmann) 2003